# Imbramowice (stacja kolejowa)
Imbramowice – stacja kolejowa w Imbramowicach, w województwie dolnośląskim, w Polsce. Według klasyfikacji PKP ma kategorię dworca lokalnego.

## Ruch pasażerski
| Rok  | Wymiana pasażerska na dobę |
| ---- | -------------------------- |
| 2017 | 200-299                    |
| 2022 | 150-199                    |

## Historia
Na początku 2017 zakończono remont torów i peronu na stacji Imbramowice. Dworzec jest również objęty umową na projekty przebudowy dolnośląskich dworców kolejowych podpisaną z An Archi Group przez PKP. Początek prac zaplanowano na pierwszy kwartał 2019.
W październiku 2019 roku PKP podpisało umowę na modernizację dworca kolejowego w Imbramowicach z Konsorcjum NTSystem Sp. z o.o. i Solar System Sp. z o.o. Prace budowlane rozpoczęto na początku listopada i mają potrwać do kwietnia 2021 roku. Zmodernizowany dworzec oddano pasażerom w lutym 2021. Koszt całej inwestycji wyniósł 6,4 mln zł brutto. Przebudowa była dofinansowana ze środków unijnych.